# حارث‌آباد (سبزوار)
حارث‌آباد، روستایی است از توابع بخش مرکزی شهرستان سبزوار استان خراسان رضوی ایران. این روستا زادگاه ابوالفضل بیهقی (نویسنده تاریخ بیهقی در دوره‌ی سلطان مسعود غزنوی) و محل دفن وی است. این روستا علاوه بر سرمایه‌ی ارزشمند ادبی، دارای ظرفیت طبیعی منحصر به فرد در غالب تاغزارهای کویری و باغهای پسته‌، و نزدیکی به بزرگراه مشهد-تهران است. از همین رو شغل بسیاری از مردم این روستا رانندگی کامیونهای سنگین است. 
وجود تاغزارهای وسیع در این منطقه باعث کنترل شنهای روان کویری و رونق باغهای پسته شده است.

## جمعیت
این روستا در دهستان قصبه‌ی غربی قرار داشته و بر اساس سرشماری سال ۱۳۸۵ جمعیت آن ۱٬۳۳۹ نفر (۳۶۸ خانوار) بوده‌است؛ اما جمعیت واقعی این روستا با شمارش مهاجرین افزون‌بر ۲۰۰۰ نفر می‌باشد.